# 케터링구

케터링구의 위치

케터링구(영어: Borough of Kettering)는 잉글랜드 노샘프턴셔주에 위치한 비도시 자치구로 중심 도시는 케터링이며 인구는 96,945명(2014년 기준), 면적은 233.5km2이다.